# Mandarin Oriental Hotel Group

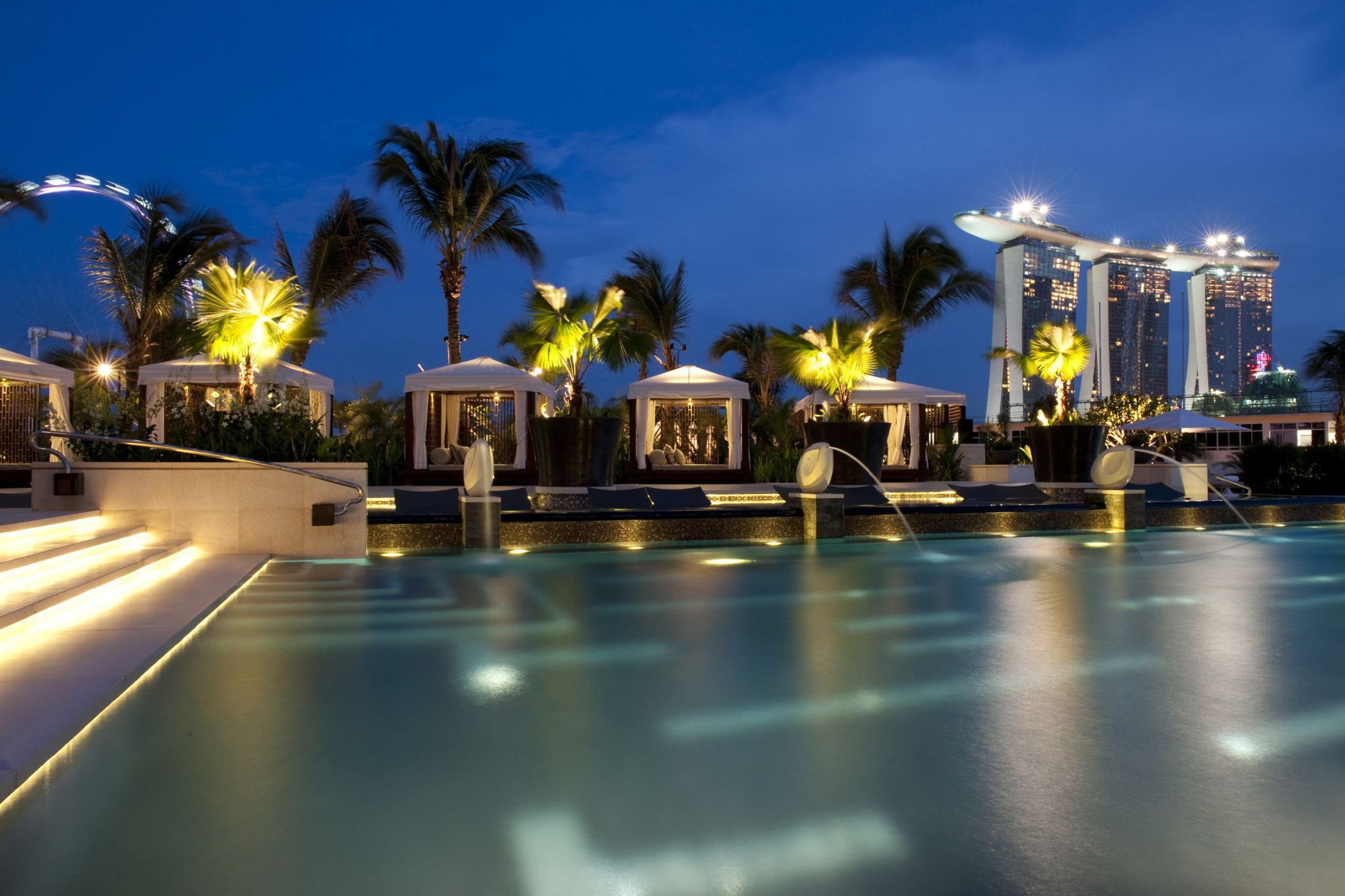
Il Mandarin Oriental di Singapore

Il Mandarin Oriental Hotel Group (MOHG; cinese pinyn: Wénhuá dōngfāng jiǔdiàn mandarino orientale) è un gruppo di gestione e investimento alberghiero di Hong Kong che si concentra su hotel, resort e residenze di lusso, con un totale di 33 proprietà in tutto il mondo, 20 delle quali sono interamente o parzialmente di proprietà della società stessa.
Il nome Mandarin Oriental è stato fondato nel 1985 in seguito alla fusione tra Mandarin International Hotels Limited e la holding dell'hotel The Oriental, di cui Mandarin aveva già acquisito una partecipazione del 49% nel 1974. La storia di Mandarin risale all'apertura nel 1963 del suo omonimo hotel The Mandarin (ora Mandarin Oriental, Hong Kong), mentre The Oriental (ora Mandarin Oriental, Bangkok) aveva aperto nel 1876 come primo hotel di lusso del Kingdom of Siam.
MOHG è una filiale della Mandarin Oriental International Limited, quotata in borsa, che a sua volta è una controllata dalla holding Jardine Matheson.

## Storia
Il gruppo deriva dall'unione delle gestioni degli hotel "Oriental" e "Mandarin". 
Sebbene il 1876 sia stato l'anno di apertura "ufficiale" dell'Oriental Hotel, l'origine delle attività dell'"Oriental" risale al 1863, quando due statunitensi, il Capitano Atkins Dyer e William West, aprirono l'Oriental Hotel a Bangkok, Siam (ora Thailandia): tuttavia, l'edificio originale fu distrutto da un incendio solo due anni dopo, l'11 giugno 1865.
La storia del lato "Mandarin" del gruppo è relativamente recente: l'hotel Mandarin è stato aperto solo nel 1963, nel distretto centrale dell'isola di Hong Kong. Nel 1973, l'Excelsior Hotel, che oggi continua a utilizzare un marchio separato, è stato aperto a Causeway Bay.
Nel 1974, Mandarin International Hotels Limited è stata costituita come società di gestione alberghiera, con l'intenzione di espandersi in Asia. Quell'anno, la società acquisì una partecipazione del 49% nell'Oriental Hotel, risultando in due hotel "di punta" per l'azienda.
Nel 1985, la Società ha unito i due hotel con un nome comune, Mandarin Oriental Hotel Group. Nel 1987, Mandarin Oriental Hotel Group è stato quotato alla Borsa di Hong Kong con il nome di "Mandarin Oriental International Limited". Mandarin Oriental International Limited, è registrata a Bermuda ed è quotata a Londra, Singapore e Bermuda. Mandarin Oriental Hotel Group Limited, che opera da Victoria City, gestisce le attività degli hotel del Gruppo.
Mandarin Oriental Hotel Group opera o ha in fase di sviluppo 41 hotel che rappresentano oltre 10.000 camere in 27 paesi, con 18 hotel in Asia, 12 in America e 12 in Europa e Nordafrica. Inoltre, il Gruppo gestisce, o ha in fase di sviluppo, 13 residenze presso Mandarin Oriental, collegate alle proprietà del Gruppo.

## Catena hotel

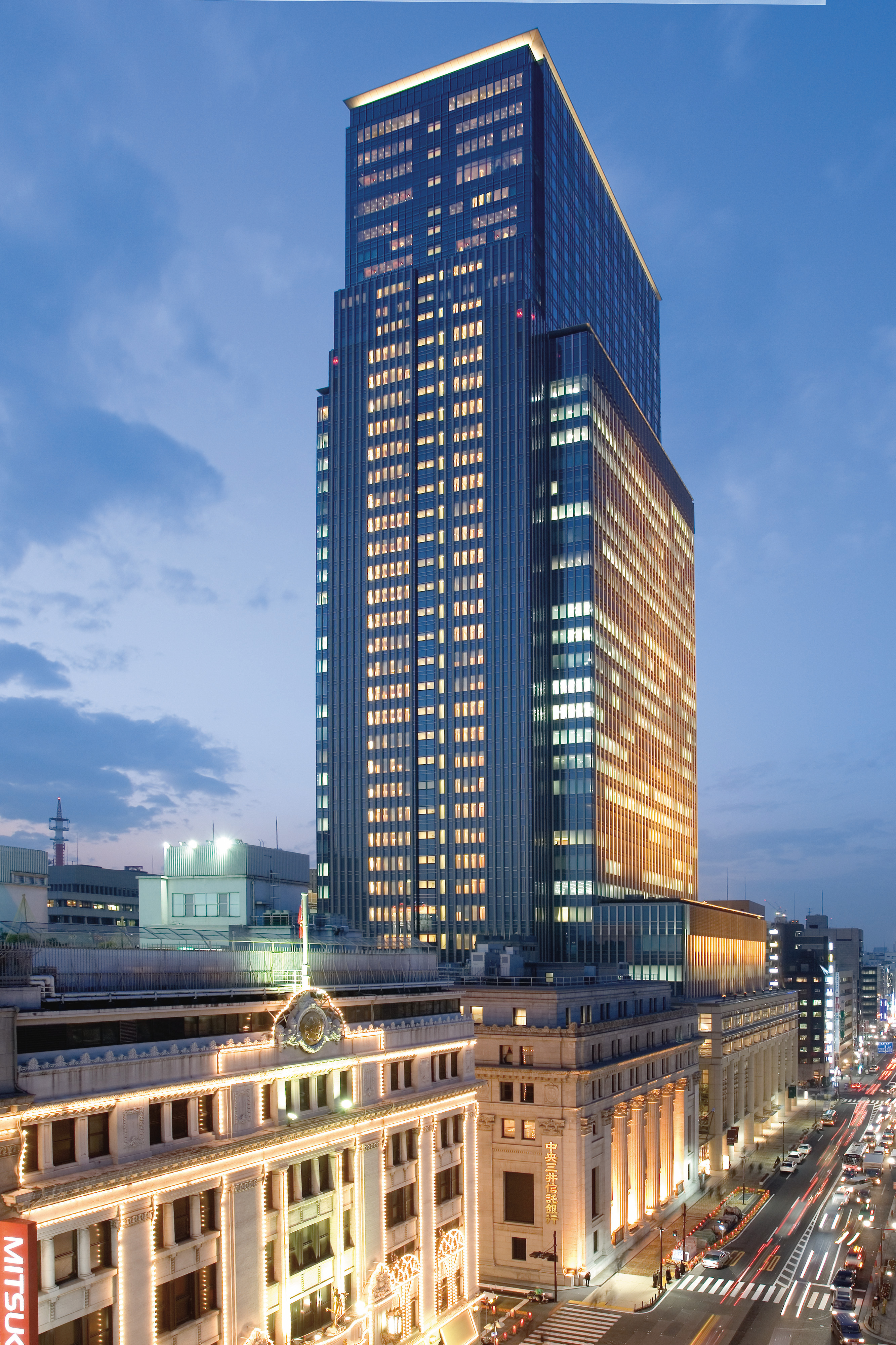
Mandarin Oriental Tokyo

Dal 2015 Mandarin Oriental Hotel Group opera nelle seguenti aree

### Asia-Pacific
- Mandarin Oriental, Bangkok
- Mandarin Oriental, Pechino
- Mandarin Oriental, Guangzhou
- Mandarin Oriental, Hong Kong
- Mandarin Oriental, Giacarta
- Mandarin Oriental, Kuala Lumpur
- Mandarin Oriental, Macao
- Mandarin Oriental, Sanya
- Mandarin Oriental, Shanghai
- Mandarin Oriental, Singapore
- Mandarin Oriental, Taipei
- Mandarin Oriental, Tokyo

### The Americas
- Mandarin Oriental, Boston
- Mandarin Oriental, Canouan
- Mandarin Oriental, Miami
- Mandarin Oriental, New York
- Mandarin Oriental, Santiago del Cile
- Mandarin Oriental, Washington

### Europe, Middle East, and Africa
• Mandarin Oriental, Muscat
- Mandarin Oriental, Dubai
- Mandarin Oriental, Barcellona
- Mandarin Oriental, Bodrum
- Mandarin Oriental, Ginevra
- Mandarin Oriental, Lago di Como
- Mandarin Oriental Hyde Park, Londra
- Mandarin Oriental Palace, Lucerna
- Mandarin Oriental Ritz, Madrid
- Mandarin Oriental, Marrakech
- Mandarin Oriental, Milano
- Mandarin Oriental, Monaco di Baviera
- Mandarin Oriental, Parigi
- Mandarin Oriental, Praga
- Mandarin Oriental Savoy, Zurigo

## Gallery

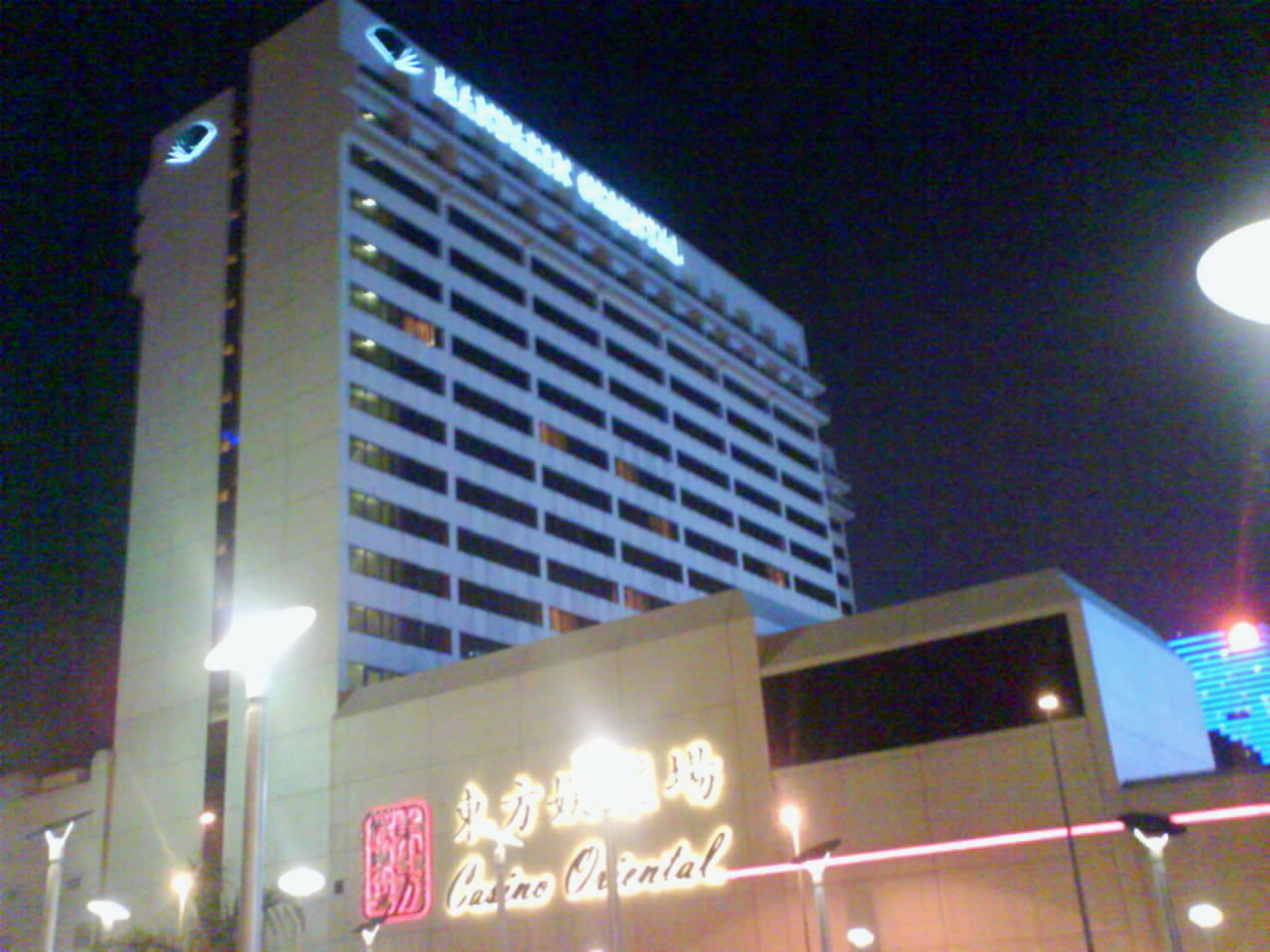
Mandarin Oriental Macao
Pool Area al Mandarin Oriental, Sanya
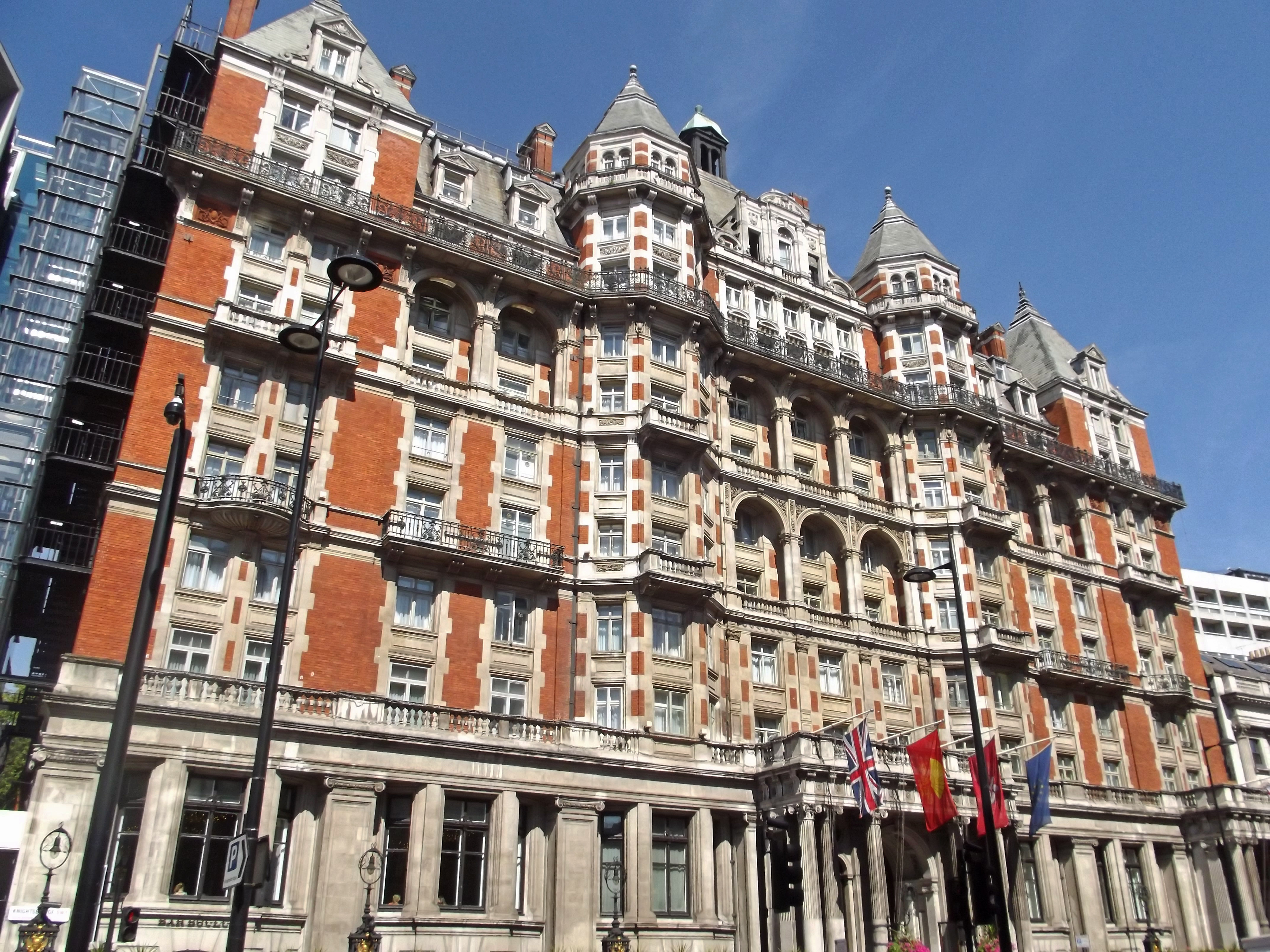
Hyde Park Hotel - Knightsbridge, Londra
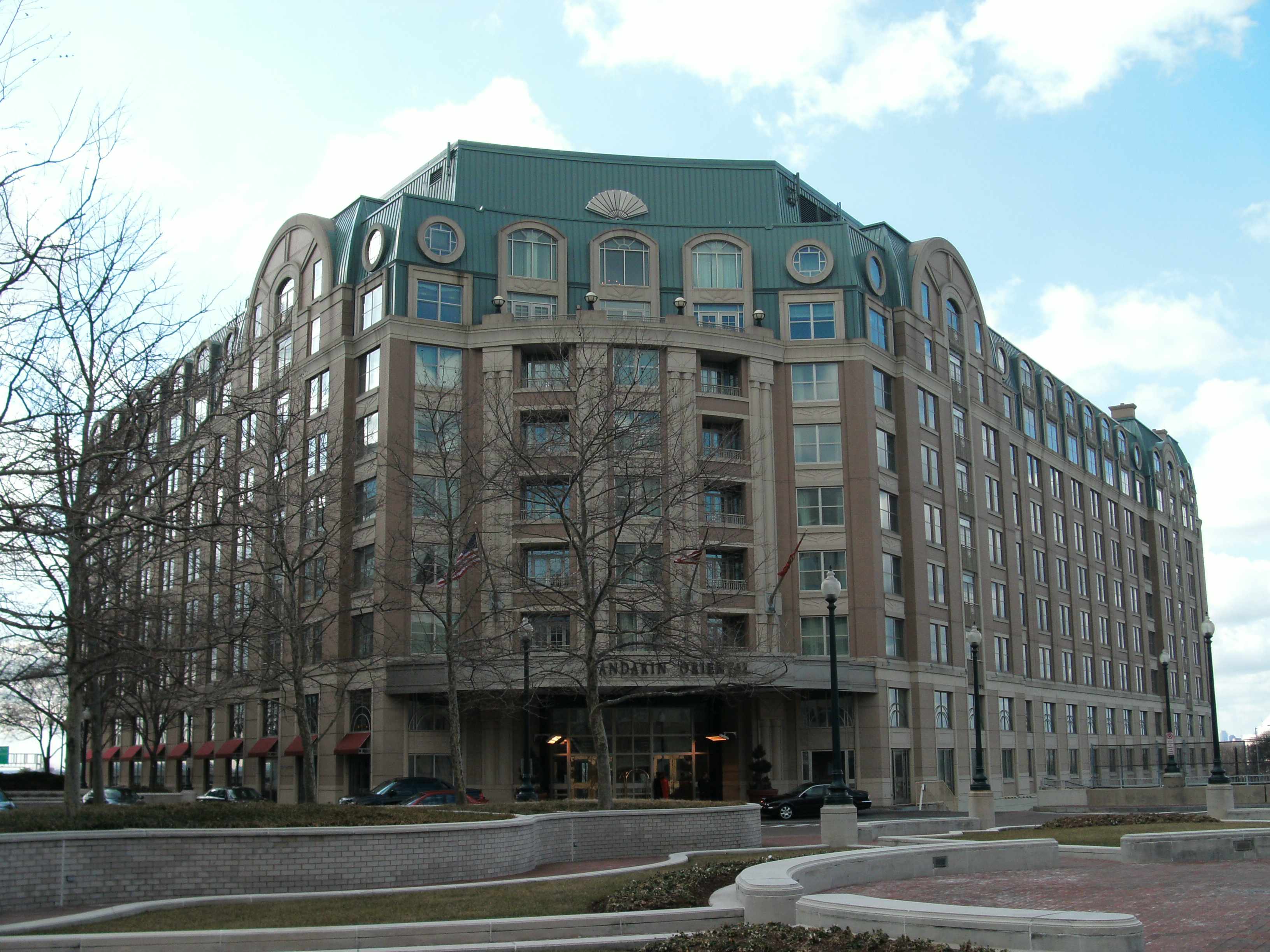
Mandarin Oriental, Washington
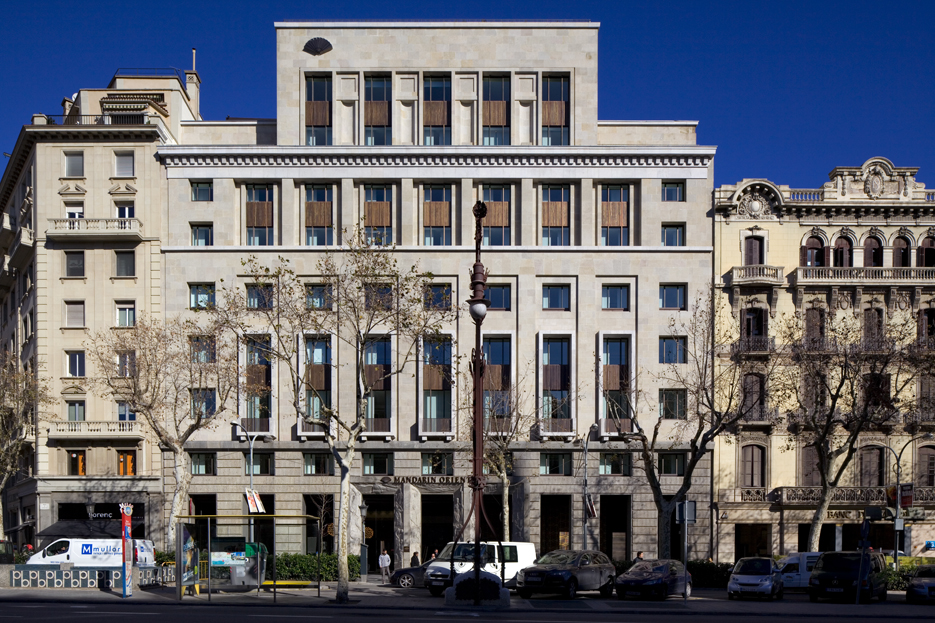
Hotel Mandarín a Barcellona